# Bătrâni (okręg Ardżesz)
Bătrâni – wieś w Rumunii, w okręgu Ardżesz, w gminie Moșoaia. W 2011 roku liczyła 246 mieszkańców.